# Nowy Ratusz Miejski w Krakowie
Nowy ratusz miejski w Krakowie – nowa siedziba władz miejskich w Krakowie planowana przy ul. Centralnej w Nowej Hucie.
Kompleks nowego ratusza miejskiego ma obejmować trzy budynki o powierzchni użytkowej 10 750 m², w tym dwa budynki sześciokondygnacyjne dla jednostek miejskich, w których mają się znaleźć między innymi punkt obsługi klienta, pokoje do przyjmowania stron, sale konferencyjne i pomieszczenia archiwum głównego.